# Glenea calypsoides
Glenea calypsoides là một loài bọ cánh cứng trong họ Cerambycidae.